# Opius solymosae
Opius solymosae är en stekelart som beskrevs av Fischer 1989. Opius solymosae ingår i släktet Opius och familjen bracksteklar. Inga underarter finns listade i Catalogue of Life.